# Alloscirtetica rufitarsis
Alloscirtetica rufitarsis là một loài Hymenoptera trong họ Apidae. Loài này được Bertoni mô tả khoa học năm 1918.